# Balatonfőkajár
Balatonfőkajár község Veszprém vármegyében, a Balatonalmádi járásban. Pannóniában római provinciában hadi út haladt rajta keresztül, amelyen később III. Henrik német császár is hadba indult I. Endre ellen, és 1050-ben már pontosan meghatározták a település helyét az akkori térképeken. A települést a tatárok és a törökök is feldúlták és megsemmisítették. Első ismert írásos emléke 1086-ból származik, amikor is Villa Quiar néven említették.
A falura az első világháború és második világháború is súlyos csapást mért. Utóbbiban itt haladt át a Margit-vonal. A település határában a németek katonai repülőteret hoztak létre, amely a háború után az oroszok kezébe került, mára viszont már csak sportrepülőtérként üzemel.
Balatonfőkajárnak csak egy alig 250 méteres partszakasza van a Balatonon. Ez a szakasz az Aligai út külterület, amely része Balatonfőkajár község területének, amelynek központjától számítva nagyjából 5 kilométer távolságra található. Jellegét tekintve külterület összeírt lakóegység és népesség nélkül. Lakónépessége hozzávetőleg 2 fő, a területén található lakások száma pedig körülbelül 2 darab. A település idegenforgalmi aspektusból a Balaton turisztikai régióhoz, valamint a Dunántúl turisztikai és idegenforgalmi marketing régióhoz tartozik.
Balatonfőkajár legmagasabb pontján, a Somlyó-hegyen lévő, felhagyott kis kőfejtő ópaleozolos, 400 millió évnél idősebb kvarcfillitet tár fel, mely Magyarország egyik legidősebb, illetve a Dunántúl legidősebb, felszínen található kőzete, ezért geológiai alapszelvényt képez.
Szintén Balatonfőkajáron található a Balaton Park Circuit FIA Grade 2-es minősítésű versenypálya.

## Fekvése
Balatonfőkajár, ahogy a neve is utal rá, a Balaton fejénél fekszik, kb. 4 kilométerre a közvetlen partvonaltól. Eredetileg közvetlen vízparti település volt, de a tatárjáráskor a völgyben húzódó nagy kiterjedésű mocsárba menekültek az emberek. Ezt a mocsarat lecsapolva alakították ki a mai falu helyét. A falutól keletre kiemelkedő magaslat a Somlyó. Természetvédelmi terület, ahonnan derült időben tisztán látható a Bakony hegyvonulata a nyugati irányban, valamint a sík Mezőföld kelet felé. Szomszédos települései Balatonakarattya, Füle, Lepsény, Csajág.

## Megközelítése
A település közelében több, nagy forgalmú útvonal is húzódik (M7-es autópálya, 7-es, 71-es és 710-es főutak), de belterületét ezek mindegyike elkerüli. Központján kelet-nyugati irányban a Polgárdi és Balatonakarattya között húzódó 7205-ös út, észak-déli irányban pedig a Lepsénytől egészen Várpalota térségéig (Pétfürdőig) vezető 7207-es út halad végig.
Rendszeres autóbuszjárat köti össze a települést a megyeszékhellyel, de indulnak és érkeznek járatok Várpalotáról és Székesfehérvárról is.

### Vasúti történelme, megállóhelyei, jövője

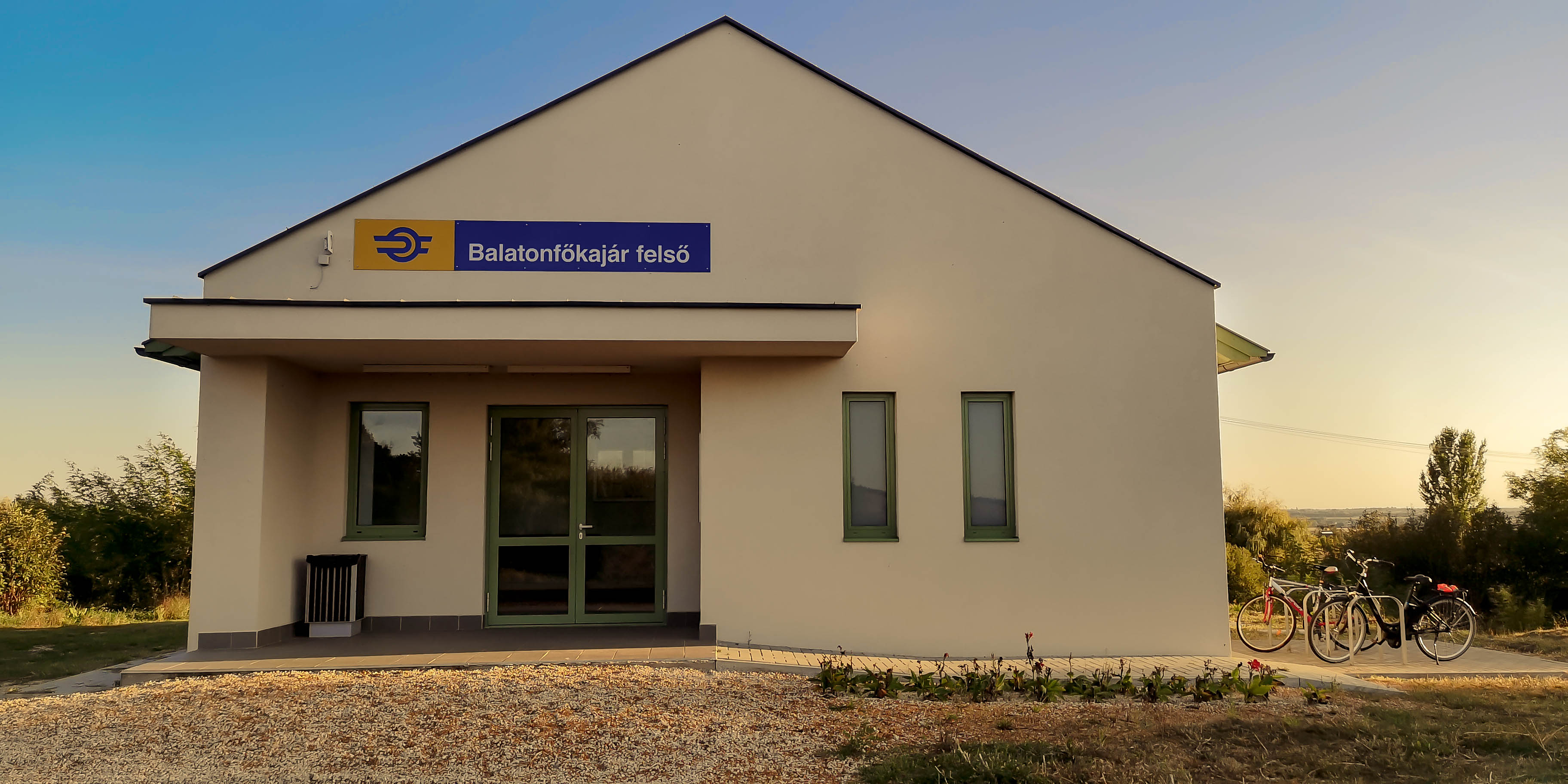
A felújított állomásépület

A község területén három vasúti vonal halad át, azonban csak két vasúti megállója van, ebből a 27-es számú Lepsény–Veszprém-vasútvonal amelyen 1895. december 31-én indult meg a forgalom Hajmáskér, Lepsény és Dombóvár között. A vasútvonalat a Győr-Veszprém-Dombóvári HÉV vasúttársaság építette. A minisztérium 1895 márciusában adta ki a vasútvonal építési engedélyét az „engedményes” uraknak, Széll Kálmánnak és Getto Frigyesnek. A teljes vonal Győr-Veszprém-Lepsény-Dombóvár között épült. Balatonfőkajár megállóhely három vágányos teherállomásként is funkcionált a személyszállítás mellett. A múlt évszázad közepén a Bürkös-réti-patak felett átívelő beton vasúti híd után néhány tíz méterrel ágaztak el a sínek és nagyjából ezzel egy vonalban több raktárépület is állt. A 80-as években azonban csak egy vágányúra zsugorodott, a teheráru forgalom megszűnt. 2007 tavaszán pedig a személyforgalom is megszűnt, de e vonalat teherszállítás céljából és mentesítő vonalként meghagyták. Ma az egy vágánypár, az egykori romos utasfelvételi épület és egy rámpás raktár épület valamint a magas villanyoszlopok tanúskodnak arról, hogy évtizedekkel ezelőtt, még forgalmas állomás volt.
A Cuha-völgyi Bakonyvasút Szövetség évek óta kitartó munkával lobbizik a vonal újranyitásáért. Három nyomós indok áll az érvelésükben: Győr és a győri régió kapcsolata a Balaton keleti medencéjével; a vonal menti települések közösségi közlekedési igényeinek kiszolgálása és a Balaton körbejárhatósága vasúton. Utóbbihoz a hiányzó láncszem ugyanis Lepsény és Csajág között, Balatonfőkajár. A tanulmányban egy deltavágány építésével kiváltanák a Csajág állomásra történő bejárást. Így nem csak Győrből Veszprémen át lenne könnyen elérhető Siófok, hanem Balatonfüredről is, Csajági átszállás nélkül.
2018-ban egy nagyobb volumenű újranyitási kezdeményezés történt amelynek két aspektusa volt. Az egyik, hogy a környékbeli települések meghozták a képviselő-testületi határozatukat, hogy miképpen támogatják a vasútvonal újranyitását. A vonal menti önkormányzatok egy emberként álltak a kezdeményezés mögé, valamint Eplény, Bakonyszentlászló települések és Zirc város is meghozták a képviselő-testületi határozatukat, miszerint támogatják a vasút újranyitását. Ezen felül Szent Kinga Kulturális Egyesület és Veszprém város polgármestere is támogató határozatban állt ki a vasút újranyitása mellett. Egyedül Balatonfőkajár polgármestere és képviselő testülete nem reagált többszöri megkeresésre sem a kezdeményezésre. 

A másik megállóhely a falu északnyugati határában fekszik. Elnevezése a mai napig is Balatonfőkajár felső megállóhely, attól függetlenül hogy Balatonfőkajár alsó nem üzemel. A 29-es számú Székesfehérvár–Tapolca-vasútvonal halad rajta keresztül, így Balatonfőkajárról viszonylag könnyen el lehet jutni vasúton a Balaton északi partjára, valamint Székesfehérváron át a fővárosba is: az áthaladó személyvonatok és sebesvonatok mindegyike megáll. Az állomás utasfelvételi épületét és környékét 2018-ban a MÁV és a település közösen újította fel. A beruházás a 2018-as turistaszezon kezdetére készült el, az avatást azonban 2018. április 4-én megtartották. Forró Zsolt, a település polgármestere, Dávid Ilona a MÁV Zrt. elnök-vezérigazgatója és Kontrát Károly országgyűlési képviselő adták át. Az 1950-es években épült megálló teljesen megújult, továbbá az épület utasforgalmi terei akadálymentessé váltak, megújult a fűtési, elektromos és vízgépészeti hálózat. Sőt, még egy esőbeállót is kapott a peron mellé.
A Budapest-Nagykanizsa 30-as számú vasútvonal csak a település külterületén halad keresztül, más kapcsolata nincs Balatonfőkajárral.

## Története
Pannóniában római provinciában hadi út haladt rajta keresztül. III. Henrik német császár I. Endre ellen hadat viselve 1050-ben, a római utat felhasználva – térképén meglehetős pontossággal jelölte Kajár nevét. 1086-ból Villa Quiar formában említették. A falunak a legrégebbi idők óta két neve is volt, mégpedig két magyar eredetű neve: a hang szóból származó Hangony és a keált / kiált szóból képzett Kajár. Mindkettő egyformán "kiáltó"-t, "összehívó"-t jelent, ami egy ősi foglalkozás neve; viselőjének az volt a kötelessége, hogy a király, vagy a bírák ítéletét kihirdesse.
Közel 100 évig Balatonfőkajár a Pannonhalmi Apátság birtoka volt. Már 1332-ből van arról adat, hogy egyházi hely. Az apátok kezdtek el a rómaiak után ismét szőlőt termeszteni a falu melletti domboldalon, ami a mai napig létező kincse a községnek. A tatárjárás alatt a falu elpusztult, lakossága a környező mocsarakba menekült és magukkal vitték állataikat is. A vész elmúltával lecsapolták a mocsarat, és ennek a helyén építették fel új falujukat. A török hódoltságig folyamatosan cserélődtek a település gazdái, így hol mint egyházi birtok, hol mint világi uradalmi birtok szerepel az iratokban. A törökök nagy károkat okoztak: feldúlták, kifosztották a vidéket. Egy ideig Török Bálint tulajdona volt. Buda eleste után Ferdinándhoz került a falu, de közvetlenül Thury György várpalotai kapitány birtokolta. A törökök kivonulása után a Török, Batthyányi, Zichy nemesi családok, illetve a győri jezsuiták kezébe került a falu egy része. A jezsuiták részét 1773-ban a tanulmányi alaphoz csatolták, a többiek megtartották uradalmi részeiket a jobbágyfelszabadításig. Ekkortájt már a falut zömmel módos, református gazdák lakták. Az ő kezük munkáját, illetve adakozásaikat dicséri az 1794-ben késő barokk és kora klasszicista elemekkel díszített hatalmas templom, amely a község közepén egy dombra épült, és impozáns méreteivel ma is lenyűgöző látványt nyújt.
Az 1800-as évek első felében a Batthyányak birtokrésze Felsőbüki Nagy Ferenc tulajdonába került, aki kastélyt is építtetett Balatonfőkajáron. Téglaégető üzeme pedig nem csak a helybélieket látta el építőanyaggal, hanem a környék településeire is szállított. Az 1840-es évek elején a Veszprémi Püspökség szőlőbirtoka és a dézsmapince egy ajándékozási szerződéssel magánkézbe került, az új tulajdonos a már betegeskedő Felsőbüki Nagy Ferenc birtokát is megvásárolva a téglaégetőt is tovább üzemeltette még két évtizedig. A század hatvanas éveitől a falu lakossága megteremtette magának a társas élet színterét is: megalakult a református nőegylet és a legényegylet valamint a gazdakör, utóbbi egészen 1945-ig sikeresen működött. A községben működő 5, majd később 8 kisebb-nagyobb szatócsüzlet látta el a lakosságot a legszükségesebb portékákkal.
1873. december 17-én súlyos baleset zaklatta fel az itt élőket: 19 halász dolgozott egy hajón a Balatonon, amikor hajójuk jégtorlasz közé szorult, és egy kivétellel mindannyian meghaltak.
1944. december 8-ától mintegy másfél hónapon át, 1945. január 17-ig pincékben, odúkban, vagy a senki földjén éltek a helyi lakosok, itt haladt át ugyanis a Margit-vonal. A front elvonulása előtt összesen hétszer cserélt gazdát a falu, ekkor 181 polgári lakos halt meg. Magyarország valamennyi községe közül a károk arányát tekintve Balatonfőkajár a hetedik helyen állt. A második világháborúban a Szeretetszövetség által alapított Bakó Judit árvaházat bombatalálat érte, és minden lakója életét vesztette. Kiss Ferencet, a Szeretetszövetség alapítóját annyira megrázta az eset, hogy elsőként építtette újjá az épületet. A mai napköziotthon falán emléktábla jelzi az egykori árvaház helyét.
1945 után a falu lakossága részben a megalakuló termelőszövetkezetben, részben a környező települések gyáraiban talált munkát. Az 1960-as évek dinamikus fejlődésének eredményeképpen új lakóházak épültek, 1972-ben a megalakult Törpevízmű-társulat jóvoltából kiépült a vízvezeték-rendszer is. Az 1985-ös földrengés hatalmas károkat okozott Balatonfőkajáron is, viszont ennek a szomorú eseménynek köszönhető, hogy a már évek óta korszerűtlen és életveszélyessé vált iskola helyett új épült. Ekkor épült fel az egykori mozi helyén a művelődési ház is. Az 1970-es évek végén és a '80-as évek elején bővítették és korszerűsítették az óvoda épületét is. Az egészségügyi alapellátást egy általános- és egy fogszakorvosi körzet biztosítja, a gyógyszerellátást pedig a helyi gyógyszertár. A községi könyvtárat a Veszprém Megyei Könyvtár működteti.
A rendszerváltást követően 1993/94-ben megoldódott a vezetékes gázellátás, illetve megkezdődött a telefonhálózat kiépítése.
A földje folyamatosan vall arról, hogy mindig élt itt ember. Ős-kő-vas és bronzkori leletek, a római impérium, majd a középkor relikviái tanúsítják, hogy avarok, kelták, rómaiak, szlávok, germánok és morvák lakták.

## Balatonfőkajár egykor

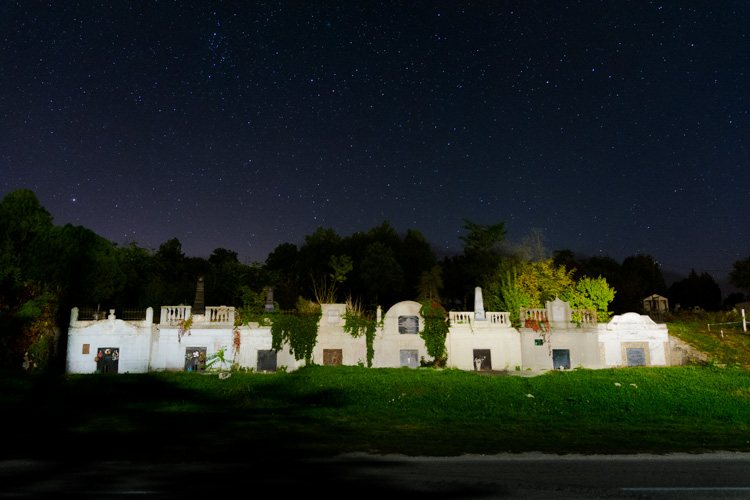
A kriptasor az Ady Endre utcáról nyíló temetődomb alján

A település már az 1600-as évek közepén virágzó hely volt. Az évszázadok múlásával és a két világháború által okozott súlyos csapások által azonban több, ma már nem létező épület, nevezetesség vagy kastély sem található meg a faluban.
- Szélmalom – az I. világháború végéig működött. Boros Gyula tulajdona volt. (Béke utca)
- Galambház – szokatlanul nagy méreteivel hívta fel magára a figyelmet, amelyet a Háry család épített. Helyén ma lakóház van a Béke utcában.
- Téglaégető üzem – kézi erővel gyártották a nyers téglát. Mai helye Alsó-Tekeres és Balatonvilágos határában
- Kányai-rét – Kányai Ilonának, a nemes Kenessey család örökösének tulajdona volt, amelyet házhelyeknek kiparcelláztak (ma József Attila utca)
- Árvaház – A II. világháborúban bombatalálat következtében megsemmisült
- Kari-ház – Kary Jánosné református árvák nevelésére ajánlotta fel a házát. 1940-ben nyílt meg. Ma napköziotthonos óvoda
- Natán-ház – Nathán nevű zsidó kereskedőcsalád háza és üzlete volt. Ma a TSZ-iroda áll a helyén
- Zsinagóga – ma lakóház
- Bástya (kőfal) – A Lepsény felé vezető közút egyik oldala másfél méterrel magasabban van, mint a közút másik oldala. Az omlást kőfallal védték ki. Ez a "bástya", ma az Ady Endre utca és Petőfi Sándor utca sarkán található.
- Olajütő – régi olajmalom (ma lakóház a Vasvári Pál utcában)
- Pálinkaház – egykori pálinkafőző
- Mahër-ház, Polák-ház – hentesüzlet. Machertől egy Polák nevű zsidó vette meg, és folytatta a hentesmesterséget. Ma a Maher-domb viseli a nevét
- Tolbuhin-pince – borospince, melyben Tolbuhin katonai marsall főhadiszállása volt a háború idején
- Tűzoltószertár – az épület még áll, de nem funkciónál
- Szárazmalom – lóvontatással működő malom
- Régi katolikus templom – a háborúban megsemmisült. Helyén ma a Lévai István tér van.
- Vásártér – lóvásártér volt, ma a Tüzép telepe.
- Vitkai-ház – nagy kiterjedésű, s valamikor szépen gondozott díszkerttel. Az egyik szögletében salétromot főztek. Ma már csak a romjai láthatók a Vasvári Pál utca – Korinthus sarkán
- Korinthus – zsellérek, napszámosok lakásai voltak. Ma a Dózsa György
- Gőzmalom – ma az Arany János utca, helyén lakóház áll. Mellette volt a gépműhely, a TSZ gépjavító telepe.
- Sörös-tó – kis kiterjedésű tó volt, de kiszáradt. Helye ma a Füle felé vezető út és a felső vasútállomás közötti terület.
- Gecemáni kert (Vájog gödör) – innen hordták a sárga földet a téglavetéshez. Helye ma az alsó vasútállomás környékén lehetett
- Kenderáztató – több kisebb tó, mai helyük a sportrepülőtér környéke

## Balatonfőkajár ma

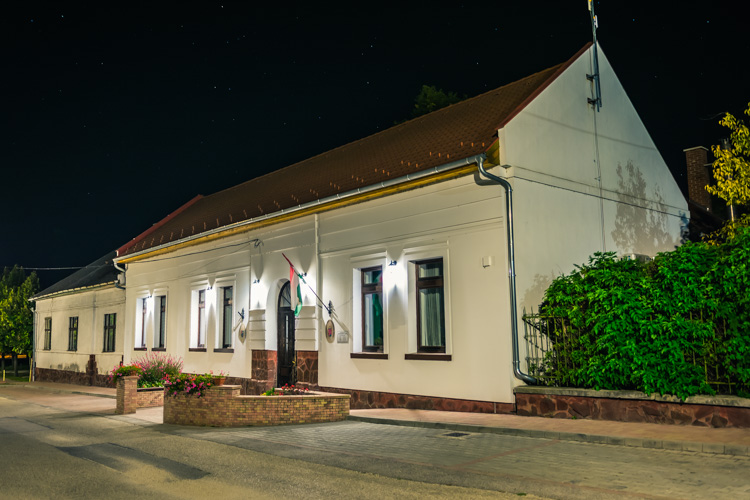
A felújított községháza esti kivilágításban

Napjainkban Balatonfőkajár 620 lakóházának nagy többsége új vagy felújított, lakóinak száma meghaladja az 1500 főt, de a nyári szezonban nagyjából ugyanennyi ember tölti itt a szabadságát. A református templom tetőszerkezetét felújították, a régi iskola épületéből pedig múzeumot alakítottak ki. A főteret szintén felújították, rendbe hozták, és több kulturális rendezvényt is tartanak itt. A falu szüreti mulatsága igazi turistacsalogató rendezvény, ilyenkor a falusi lányok, fiúk népviseleti ruhában, feldíszített lovasszekereken körbejárják a falut, a főbb kereszteződésekben tánccal, énekkel szórakoztatva a közönséget. A falu visszakapta az eredetileg is hozzátartozó Balaton partját ami Balatonakarattyától Balatonaligáig tart, így saját strandterülethez jutott. A balatoni településeket elkerülő úttal gyorsabbá vált a közlekedés Veszprém irányába, de a tervezők elfelejtkeztek a kerékpárútról a Balaton irányába, ami sajnos életveszélyessé teszi ezt a szakaszt a biciklivel, gyalogosan közlekedőknek.

## Repülőtér
A repülőteret a II. világháború ideje alatt építették német és magyar katonák, a település délkeleti felén. A háború ideje alatt katonai reptérként funkcionált, majd az oroszok elfoglalták és honvédelmi feladatokat láttak el. Miután a katonáknak már nem volt szükségük a repülőtérre az 1960-as években sportrepülőtérként üzemelt tovább. Azonban néhány évvel később, az M7-es autópálya építésére hivatkozva bezárták. Az autópálya megakadályozta a terület vízelvezetését, így a talaj meglehetősen vizenyős lett, alkalmatlanná téve a nagyobb repülőgépek le illetve felszállását.
Ennek következtében a területet mezőgazdasági célokra használták és a hangárban állattartást végeztek, illetve itatókat építettek. 1998. január 1-jén azonban visszaszerezték és eredeti funkciójában üzemelt tovább. Felújították a hangárt és az előteret is, az üzemeltetést pedig a Balatonfőkajári Repülő Klub végzi. Két füves futópálya, egy 400x25 és egy 600x25 méteres került kialakításra. Jelenleg sárkányrepülők és kis, könnyűszerkezetű gépek használják a létesítményt.
A Balaton Park Circuit motorversenypálya tőszomszédságában lévő repülőtér a versenypálya elkészültére egy aszfaltcsíkot is kap majd, hogy nagyobb, többek között a versenyre érkező vendégek gépei is használni tudják.

## Balaton Park Circuit

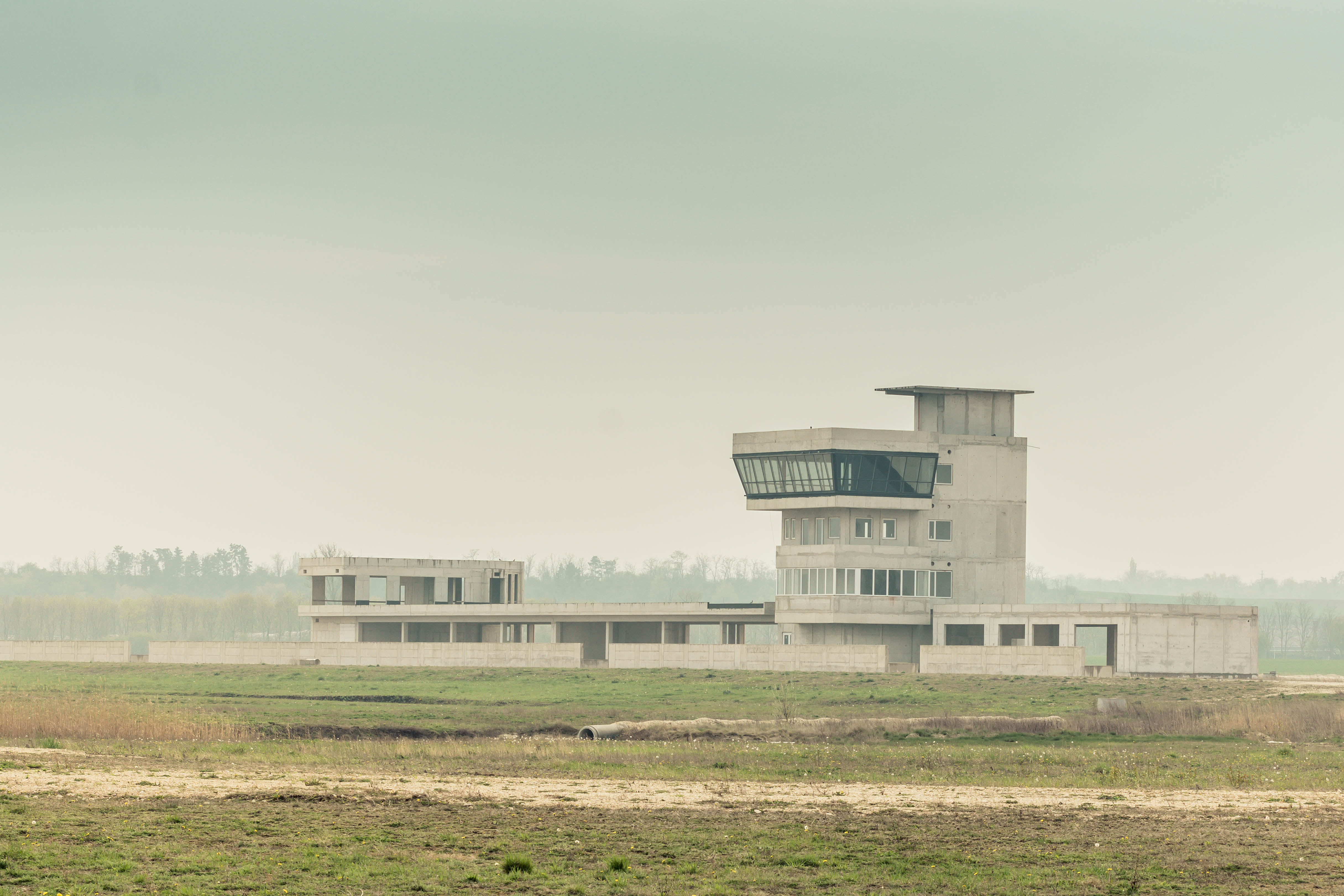
Balaton Park Circuit versenypálya befejezetlen épülete az irányítótoronnyal Balatonfőkajár határában

A falu és a térség egyik legnagyobb nevezetessége a Balaton Park Circuit motorversenypálya. A Hungarian Motorsport Kft. által épített 4115 méter hosszú, 12-15 méter szélességű és 8 jobb illetve 10 bal kanyarból álló pálya az ígéretek szerint nemzetközi autó- és motorversenyek rendezésére is alkalmas lesz. A komplexum magántőkéből, hozzávetőlegesen 8,2 milliárd forintból épül fel.
A pálya területe löszös, belvizes talaj, amely nem volt alkalmas a mezőgazdasági művelésre.
A több lépcsőben épülő létesítmény 2014-ben elkészül az irányítótorony, a boxutca, tribün, parkoló és kemping. Később éttermek és egyéb kiszolgáló helyiségek.
A tervezők azt ígérték, hogy 2017-re egy 26 ezer négyzetméteres turistaközpontot hoznak létre, ezer férőhelyes parkolóval, bowling pályával, fitnesz termekkel, gyermekjátszótérrel és horgász-vitorlás centrummal. Az elképzelések szerint 500 embernek ad majd munkalehetőséget.
A pálya elnöke az izraeli származású, ötszörös magyar bajnok formulaautó-versenyző Hanóch Nísszání aki üzlettársával együtt elkötelezett arra, hogy maradandót alkosson a magyar motorsport számára.
A pályát végül 2023. május 16-án adták át.

## Közélete

### Polgármesterei
- 1990–1994: Csontos Miklós (független)[20]
- 1994–1998: Forró Zsolt (független)[21]
- 1998–2002: Forró Zsolt (független)[22]
- 2002–2006: Forró Zsolt (független)[23]
- 2006–2010: Forró Zsolt (független)[24]
- 2010–2014: Forró Zsolt (független)[25]
- 2014–2019: Forró Zsolt (független)[26]
- 2019–2024: Forró Zsolt (független)[27]
- 2024– : Forró Zsolt (független)[1]

## Népesség
A település népességének változása:
| Lakosok száma | 1339 | 1318 | 1300 | 1365 | 1329 | 1339 | 1312 |
|               | 2013 | 2014 | 2015 | 2021 | 2022 | 2023 | 2024 |

A 2011-es népszámlálás idején a lakosok 85,4%-a magyarnak, 1,6% németnek, 1,8% cigánynak mondta magát (14,5% nem nyilatkozott; a kettős identitások miatt az végösszeg nagyobb lehet 100%-nál). A vallási megoszlás a következő volt: római katolikus 36,6%, református 21,1%, evangélikus 0,5%, görögkatolikus 0,1%, felekezeten kívüli 18% (23,4% nem nyilatkozott).
2022-ben a lakosság 88,8%-a vallotta magát magyarnak, 1,2% németnek, 0,9% cigánynak, 0,2% románnak, 0,1-0,1% bolgárnak és ukránnak, 3,1% egyéb, nem hazai nemzetiségűnek (10,4% nem nyilatkozott; a kettős identitások miatt a végösszeg nagyobb lehet 100%-nál). Vallásuk szerint 19,3% volt római katolikus, 18,1% református, 1,2% evangélikus, 0,5% görög katolikus, 0,1% ortodox, 0,8% egyéb keresztény, 0,7% egyéb katolikus, 14,7% felekezeten kívüli (44,3% nem válaszolt).

## Nevezetességei
- Református templom: 1794-ben épült késő barokk és kora klasszicista elemekkel díszített templom.
- Helytörténeti múzeum
- Eixner-kereszt (1886)
- I. világháborús emlékmű
- II. világháborús emlékmű (1993)
- II. világháborús szovjet sírkert és emlékmű a hősi halottak emlékére (1946)
- Sportrepülőtér
- Szőlődomb (Somlyó)
- Karika hegy, eredeti pincesorral
- A szőlődombon és a falu határában még ma is látható tank, illetve lövészárkok
- Feind Borház, kiváló minőségű és többszörösen díjnyertes borairól híres, melynek alapját balatonfőkajári és balatonaligai ültetvényeken szüretelték.

### Geológiai nevezetesség

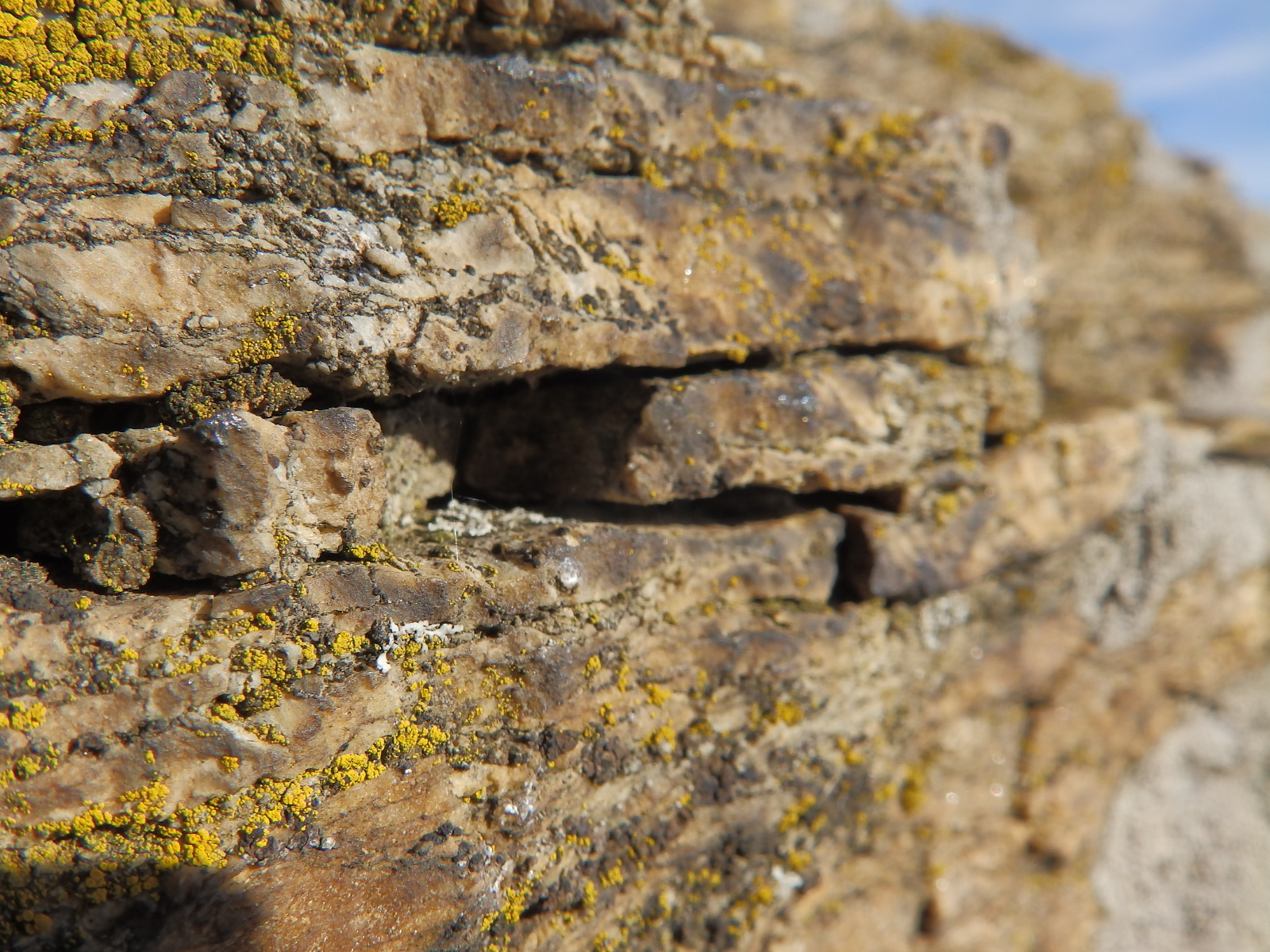
400 millió éves kőzet, a kvarcfillit a Somlyó hegyen

Balatonfőkajár nyugati határában található egy régi kőfejtő nyoma, a település legmagasabb pontja. Az itt található kvarcfillit kőzet a Dunántúl legrégebbi, 400 millió évesnél idősebb kőzete, amely a felszínre került. A kőzet színe zöldes-barnás, javarészt muszkovitból áll, melyet párhuzamosan (palásan) elhelyezkedő kvarcerek és lencsék szakítanak meg. De fellelhető még albit, klorit, agyagásványok, dolomit és sziderit is.
A könnyen szétmorzsolható anyag érdekessége, hogy olyan mikroásványok is megtalálhatóak a kőzetben, mint az anatáz, apatit, cirkon, gránát és turmalin.

## Érdekességek
- Solti György nemzetközileg is elismert karmester és zongoraművész édesapja Stern Móric 1878-ban Balatonfőkajáron született. Solti maga is többször járt a településen: fát ültetett a Lévai István téren, ahova emléktáblát is állíttatott, illetve meglátogatta nagyszülei, Stern Salamon és Stern Fanni és Lipót nevű nagybátyja sírját is a zsidó temetőben.[31] A karmester 1969-ben a BBC riporterének, John Drummondnak így nyilatkozott családi hátteréről: „Szerény körülmények között élő zsidó családból származom. Apai felmenőim pékek voltak, nem volt sok közük a zenéhez. Viszont 1939-ben, amikor már az Operaház tagja voltam, életbe lépett az első zsidótörvény, melynek értelmében közszolgálati poszton (így az Operában) csak abban az esetben dolgozhattak zsidók, ha bizonyítani tudták, [hogy] családjuk több mint 50 éve Magyarországon él. Úgyhogy el kellett kezdenünk kutatni. Apám pedig bizonyítani tudta, hogy családja Balatonfőkajáron, ebben a kis faluban élt nagyjából 1560 óta. Tehát sokkal régebben, mint Hitler úr családja Németországban. Ennyit a családi háttérről. Ahogy mondtam, édesapám ebből a kis faluból származott, ahol a felmenői egyrészt mezőgazdasággal foglalkoztak, másrészt pékek voltak évszázadokon keresztül.”[32] A halála előtt nem sokkal megjelent, Soltiról című memoárkötetében azt írta, hogy amikor Balatonfőkajáron, a faluvégi dombról végigtekintett a napfényben szikrázó tavon, hatvan év után először érezte úgy, hogy valahová tartozik.[33]
- Kosztolányi Dezső Édes Anna című lélektani regényének címszereplője (vagyis Édes Anna) Balatonfőkajáron született.[34]

## Régi mondások, falucsúfolók a településről
- Vélhetően erre a településre vonatkozik az alábbi, a Balaton-felvidéken gyűjtött mondás: Megatta a mógygyát, mind a kajáriak a csikóherélésnek. [A mondás eredete nem ismert.][35]

## Testvérfalu
- Alsóbodok  Szlovákia

## Képgaléria

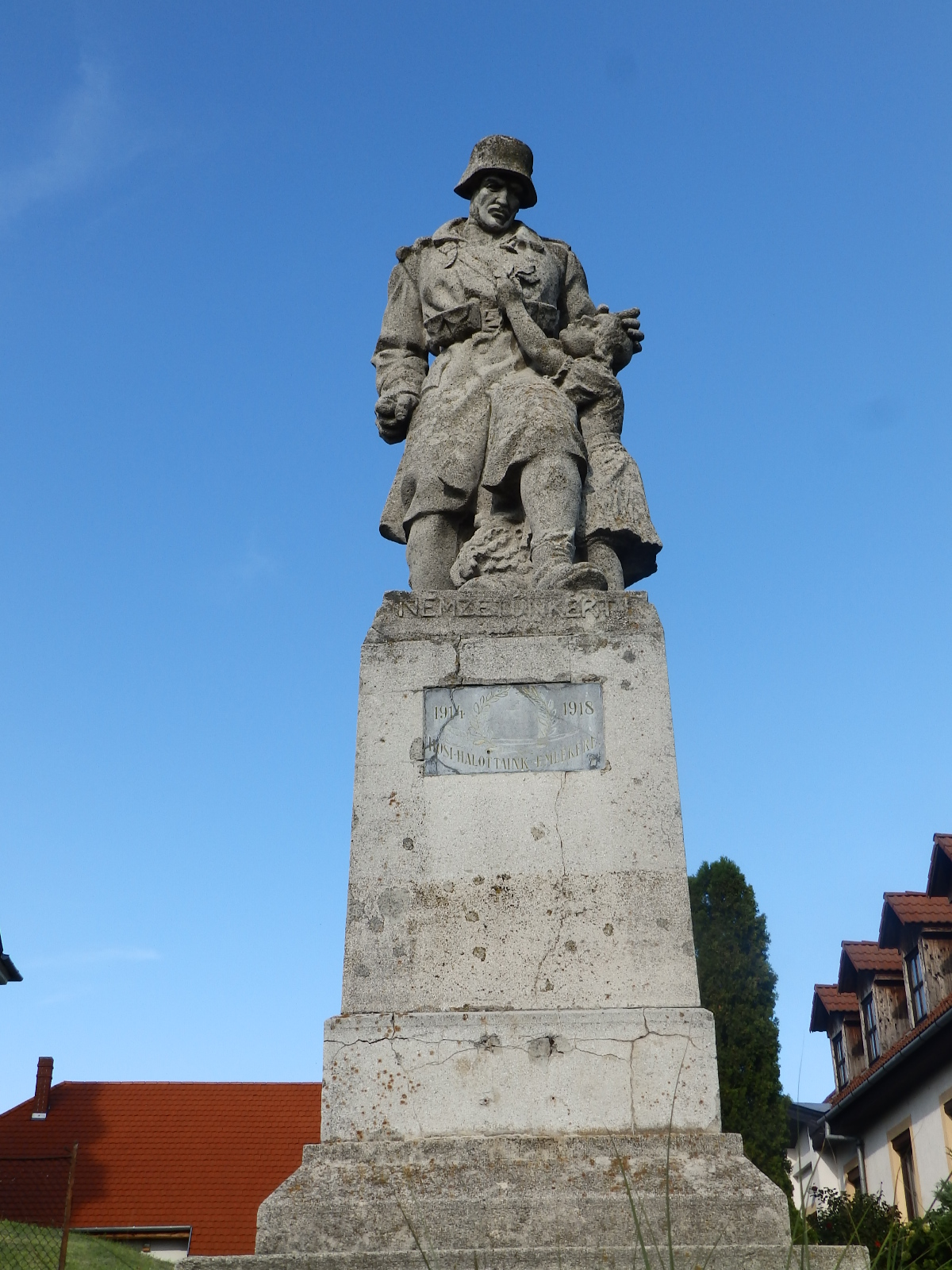
I. világháborús emlékmű
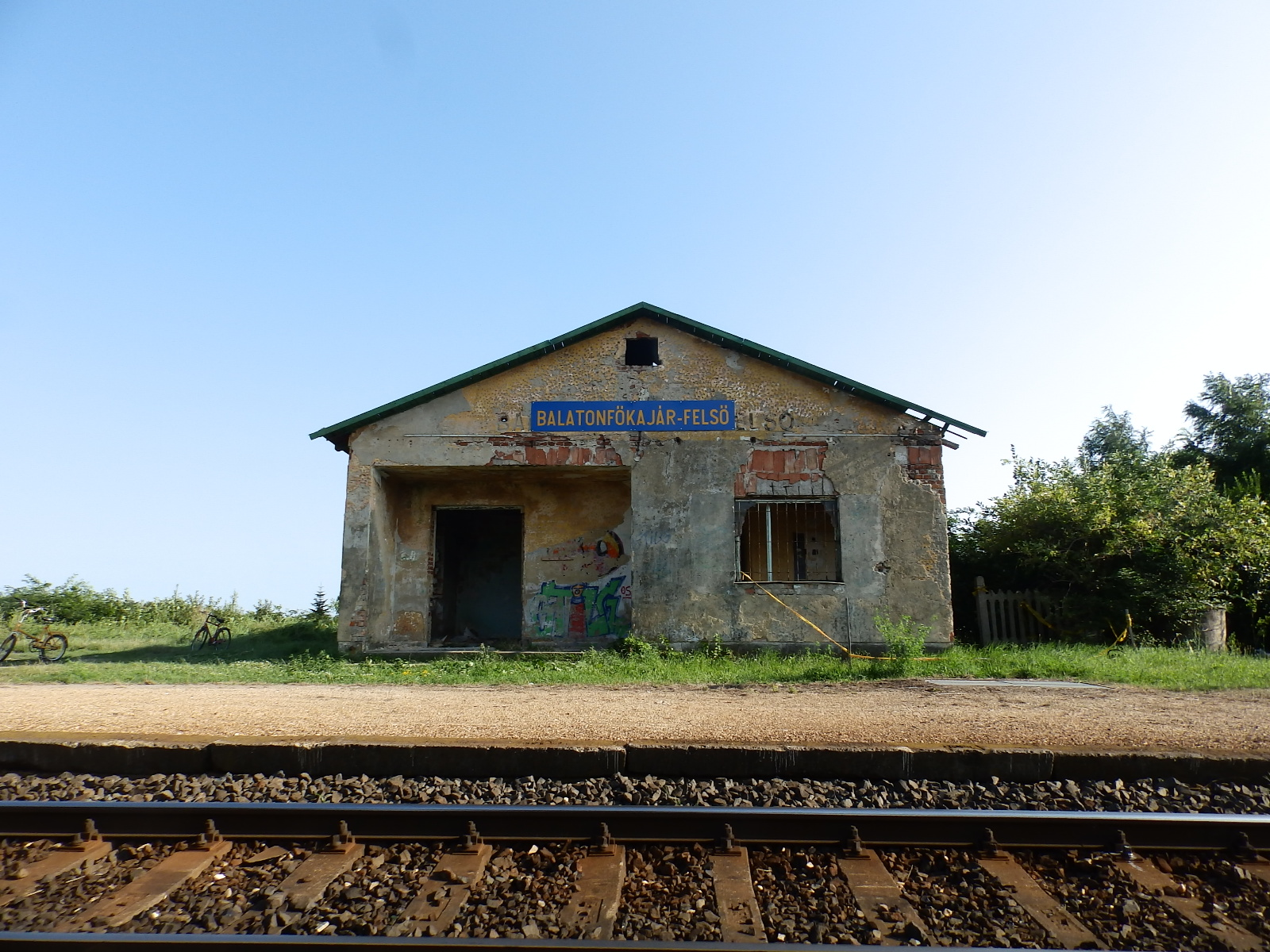
Vasútállomás, Kajár-felsőn
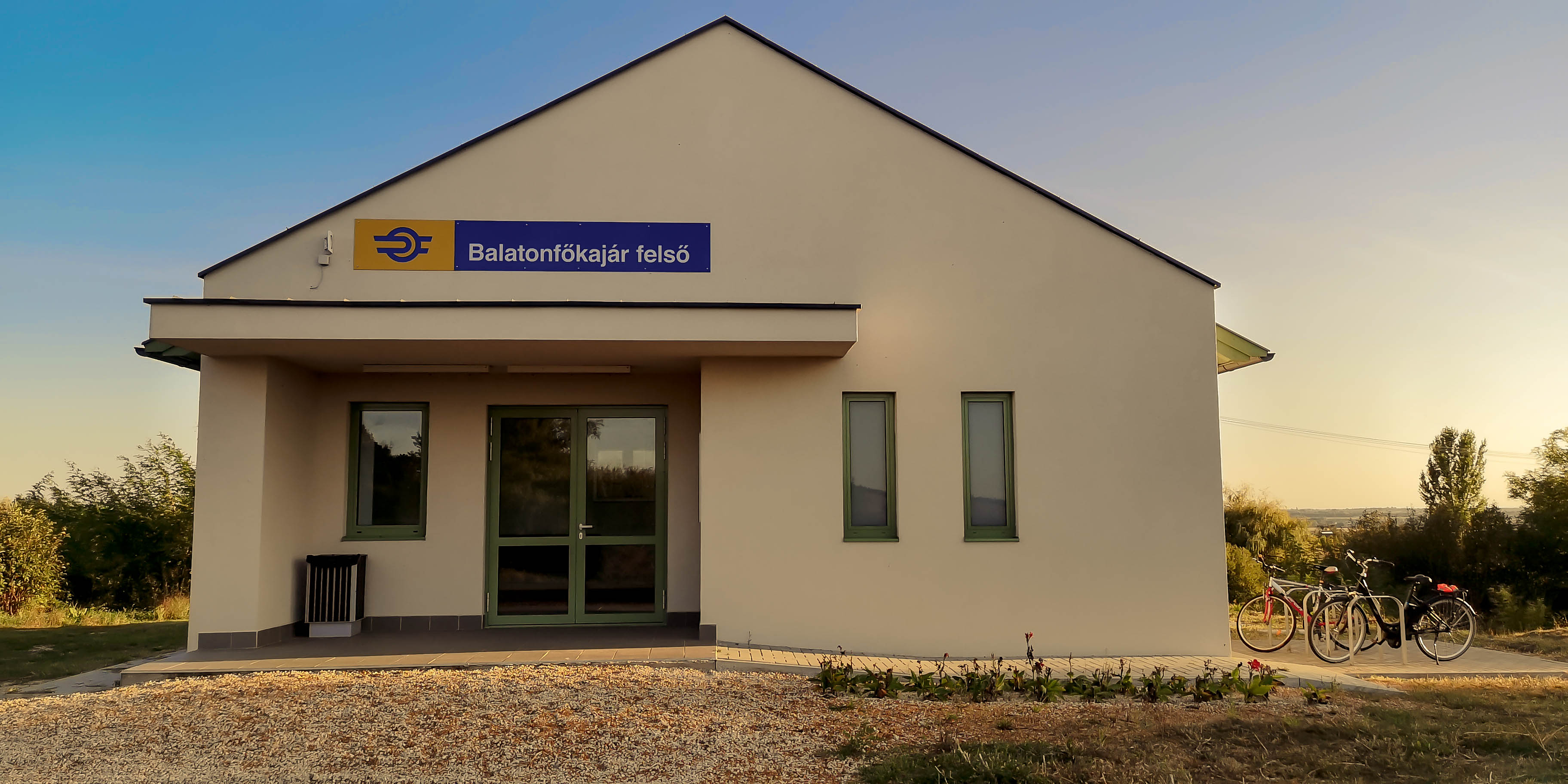
A felújított utasfelvételi épület (2019)
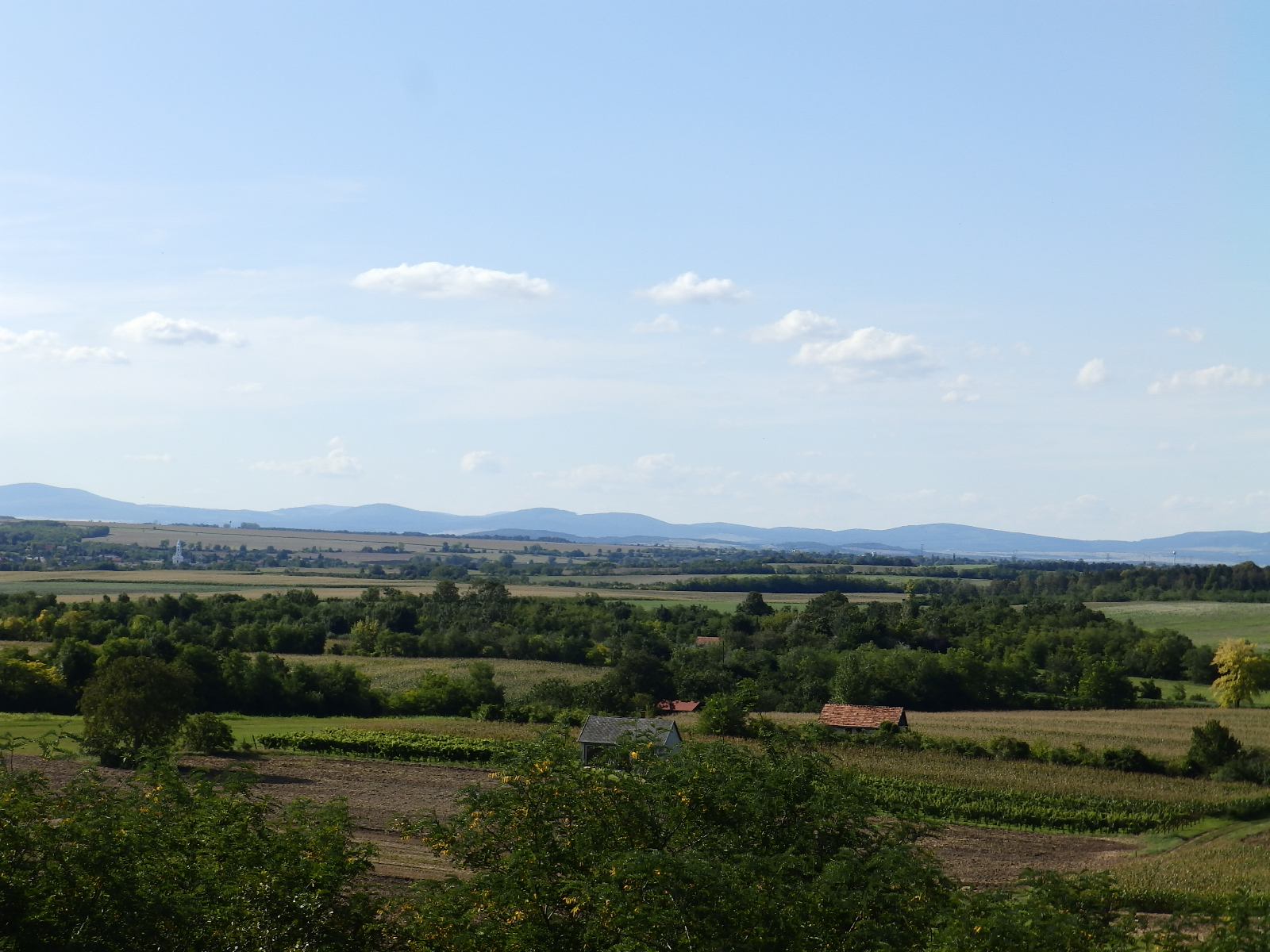
A Bakony hegyvonulata a főkajári Somlyó hegyről
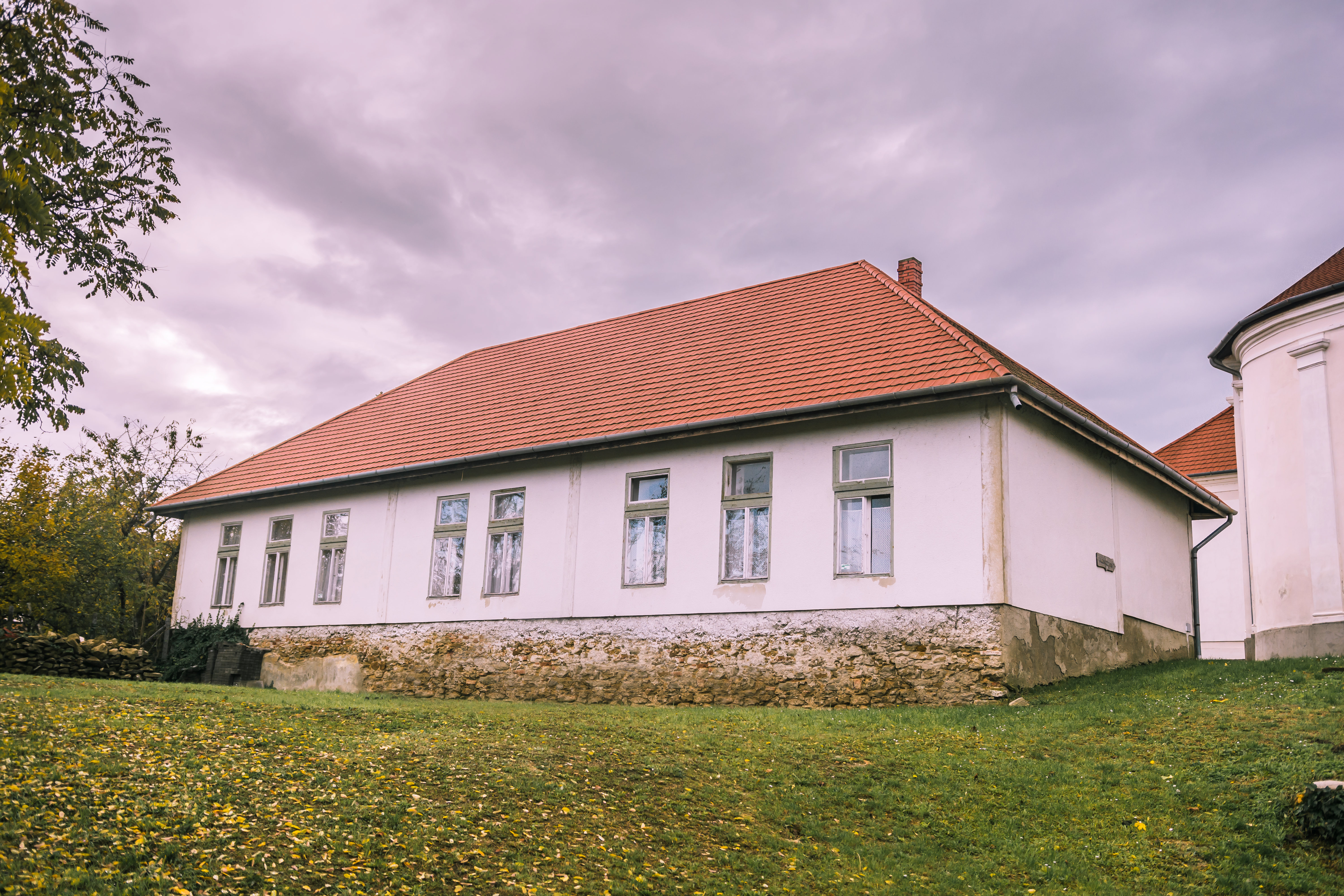
Falumúzeum
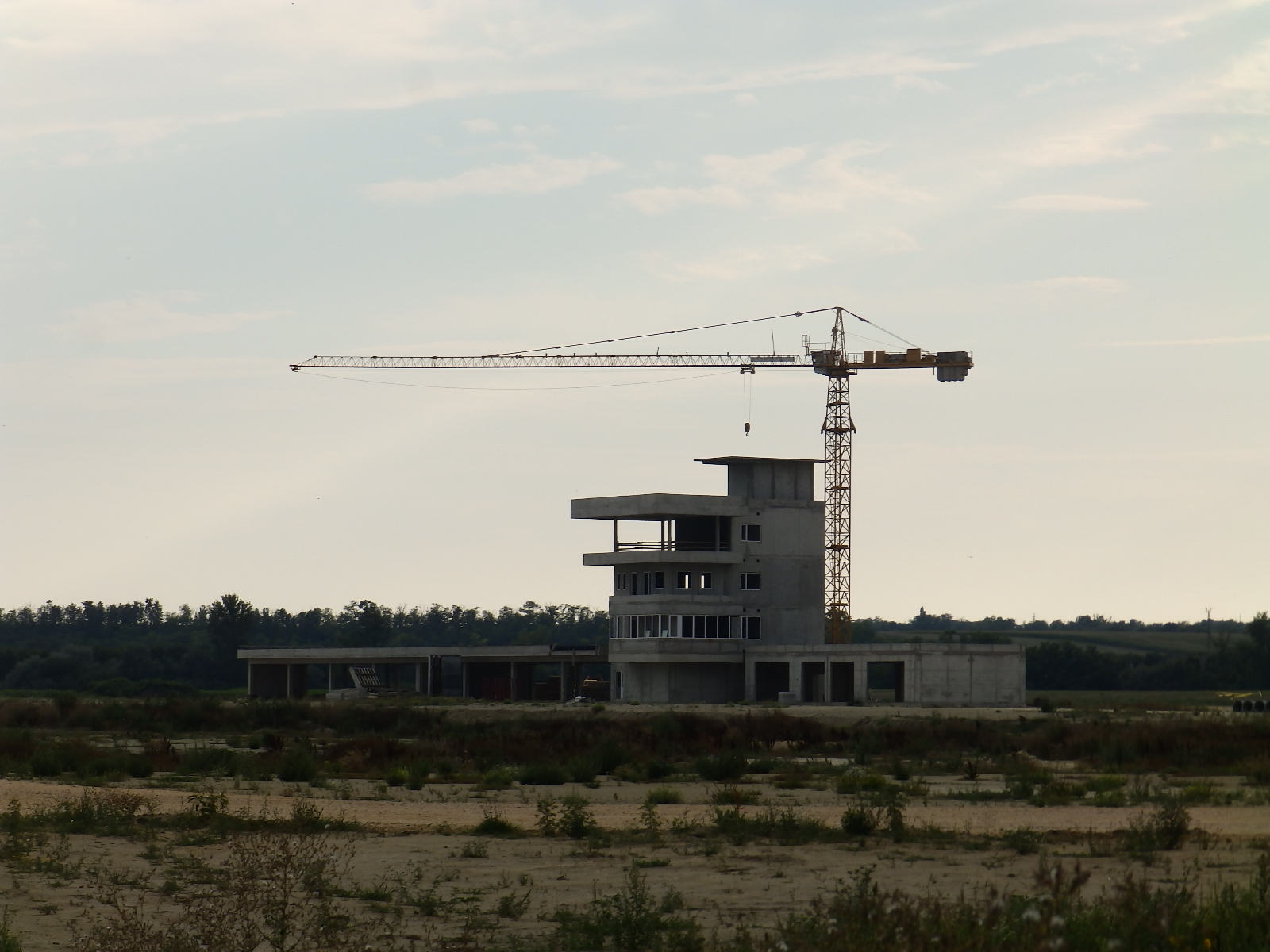
Az épülő versenypálya irányítótornya és kiszolgáló épülete
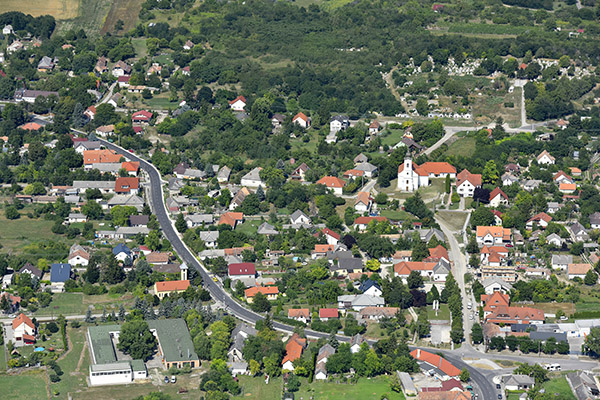
Balatonfőkajár légi fotón